# Thomas Broun
Thomas Broun (Edinburgh, 15 juli 1838 – Auckland, 24 augustus 1919) was een Schots / Nieuw-Zeelands entomoloog.
Thomas Broun (ook bekend als Brown) werd geboren in Edinburgh, Schotland, in 1838. Hij werd in zijn jonge jaren opgeleid door een privéleraar. Zowel zijn vader als zijn oom waren bekende natuuronderzoekers. Zijn vader was bovendien militair en Thomas volgde zijn vader en toen in 1853 de Krimoorlog uitbrak, diende hij bij het 35th (Royal Sussex) Regiment of Foot. Met dit regiment reisde hij vervolgens naar Birma en werd hij naar Calcutta gestuurd tijdens de Indiase opstand van 1857. Vier jaar later stierf hij bijna aan cholera en werd hij naar huis gestuurd, een jaar later verliet hij het leger. Hij emigreerde naar Nieuw-Zeeland en nadat hij getrouwd was diende hij in 1863 als kapitein in het 1e Regiment van de Waikato Militie. Hij was gelegerd in South Auckland, Waikato en de Bay of Plenty.
Broun had de belangstelling voor natuur van zijn vader meegekregen en was op jonge leeftijd al geïnteresseerd in insecten. Tijdens zijn verblijf in Birma en India hadden de tropische insecten zijn aandacht getrokken en begon hij insecten te verzamelen voor het British Museum. Van 1876 tot 1888 was hij docent in Nieuw-Zeeland en werkte hij aan de Manual of the New Zealand Coleoptera waarvan het eerste deel verscheen in 1880, het laatste van de 7 delen publiceerde hij in 1893. Hij beschreef 976 nieuwe soorten, het merendeel afkomstig van andere verzamelaars die hun vondsten naar hem opstuurden. Op het moment van zijn dood, werd hij beschouwd als een van de meest vooraanstaande autoriteiten van de wereld op het gebied van de kevers (Coleoptera). Hij beschreef vele soorten die nieuw waren voor de wetenschap.
Zijn collecties worden bewaard in het British Museum, het Auckland Institute and Museum en Landcare Research, Auckland.
- International Standard Name Identifier: 0000 0000 6395 2587
- Library of Congress Control Number: no2008058777
- Nationale bibliotheek van Australië: 35720295
- Nederlandse Thesaurus van Auteursnamen: 155420496
- Réseau des bibliothèques de Suisse occidentale: 02-A003047570
- SNAC: w6xf12zf
- Museum of New Zealand Te Papa Tongarewa: 14767
- Trove: 1057314
- Virtual International Authority File: 4738165
- WorldCat: E39PBJckVpXFRYkbgfDqgrfTHC